# Josef Puhm
Josef Puhm (ur. 10 marca 1877, zm. w lipcu 1961) – szermierz reprezentujący Austro-Węgry, uczestnik letnich igrzysk olimpijskich w 1912 roku.
Był członkiem drużyny szablistów podczas letnich igrzysk olimpijskich 1912, ale ze względu na to, że był zawodnikiem rezerwowym - nie został odznaczony (srebrnym) medalem. W indywidualnych zawodach floretowych został wyeliminowany w pierwszej rundzie. Po kwalifikacjach do ćwierćfinałów w zawodach indywidualnej szabli nie startował później na tym etapie. 